# Вимовец
Вимовец — посёлок в Усть-Лабинском районе Краснодарского края. Административный центр Вимовского сельского поселения. 

## География
Посёлок непосредственно граничит на востоке со станицей Ладожской.

## История
Посёлок получил название в честь Всероссийского института механизации обобществленного сельского хозяйства. 

## Образование
Муниципальное бюджетное общеобразовательное учреждение средняя общеобразовательная школа №16. Осуществляет свою деятельность с 1978 года.

## Население
| 2002 | 2010  |
| ---- | ----- |
| 1677 | ↗1684 |

## Экономика
ФГУП ПЗ «Ладожское» (в составе Россельхозакадемии, в советское время — совхоз ОПХ «Ладожский»).